# Penarth
Penarth (/pɛˈnɑrθ/ pen-ARTH) é uma cidade e comunidade no Vale de Glamorgan, País de Gales, a aproximadamente 5 km ao sul de Cardiff.
Penarth é um resort à beira-mar na área urbana de Cardiff, e a segunda maior cidade do Vale de Glamorgan, próxima apenas do centro administrativo de Barry.
Durante a era vitoriana, Penarth era um destino de férias popular, promovido nacionalmente como "O Jardim à Beira-Mar" atraindo visitantes da região de Midlands e de West Country, bem como de excursionistas dos vales do Sul do País de Gales. Hoje, a cidade, com seu litoral tradicional, continua sendo um destino regular de férias de verão.
Embora o número de visitantes de férias tenha diminuído muito, a cidade mantém uma população substancial de aposentados, representando mais de 24% dos moradores, mas Penarth agora é predominantemente uma cidade-dormitório para os viajantes de Cardiff. A população da cidade foi registrada como 20.396 no Censo do Reino Unido de 2001.
A cidade preserva extensa arquitetura eduardina e vitoriana em muitas partes tradicionais.

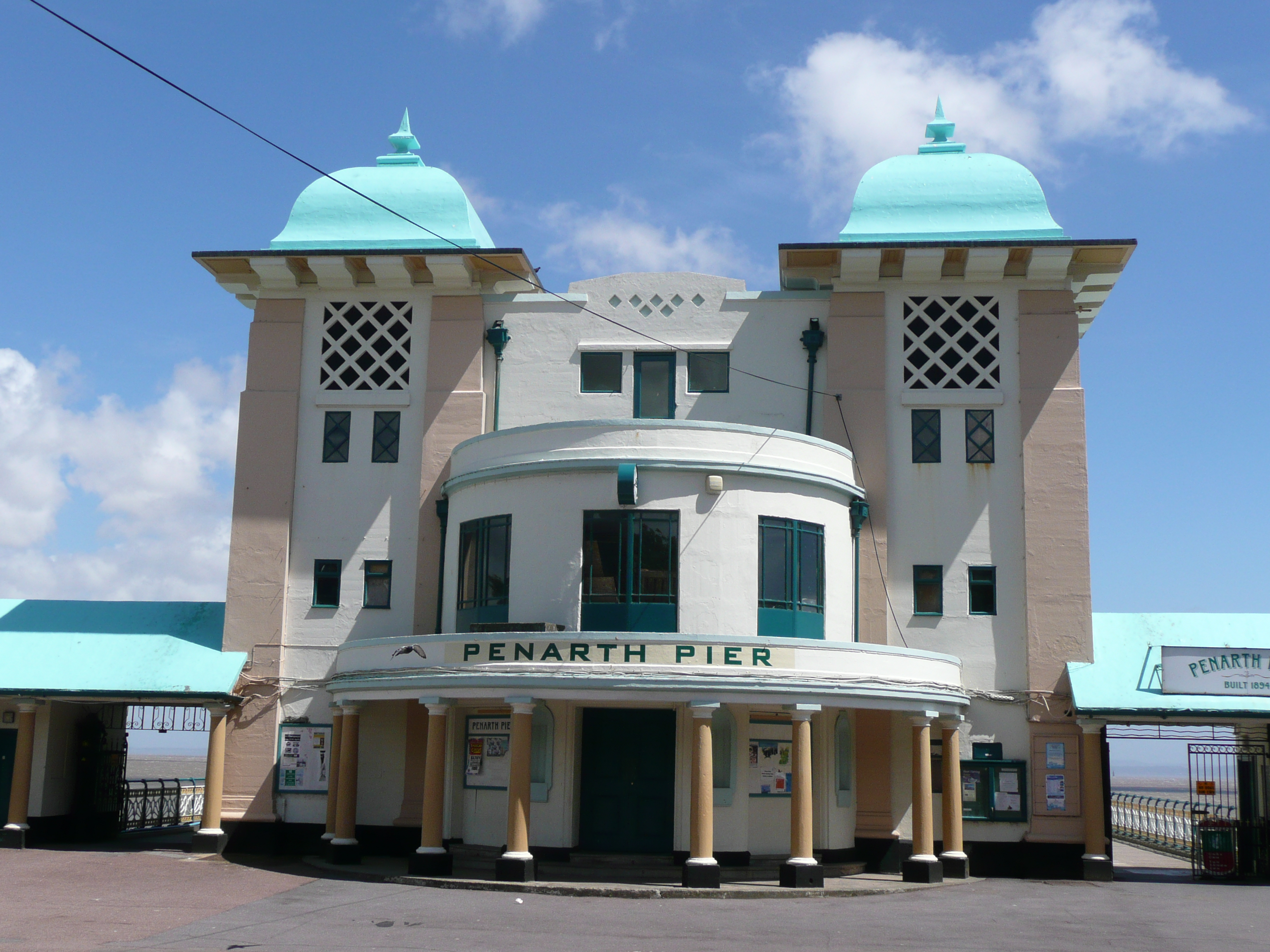
Entrada do píer de Penarth

## História
A área de Penarth tem uma história de habitação humana que remonta a pelo menos 5000 anos.
Do século XII até 1543, as terras foram propriedade dos cônegos de Santo Agostinho, em Bristol. Após a dissolução dos mosteiros, a propriedade foi transferida para o reitor e o capítulo da Catedral de Bristol.
As terras senhoriais foram arrendadas aos Condes de Plymouth do Castelo de St. Fagans.
O Sheriff's Pound, um antigo presídio murado medieval de Penarth, permaneceu em uso até o final do século XVIII, como um local para reter ovelhas, gado e porcos perdidos ou para aprisionar ladrões, ladrões de gado e vagabundos.[carece de fontes?] Ele estava localizado aproximadamente onde o estacionamento está agora, na parte de trás do NatWest Bank.
Em 1803, Penarth foi registrado como tendo entre 3.6 km2 de terra cultivada em diversas fazendas. No censo de 1801, havia apenas 72 pessoas morando na Mansão.[carece de fontes?]
A cidade de Penarth deve seu desenvolvimento à enorme expansão da área carbonífera do sul do País de Gales no século XIX. Sua proximidade com Cardiff, que era a saída natural para os vales industriais de Glamorgan, e sua orla natural significavam que Penarth estava idealmente situada para contribuir para o atendimento da demanda mundial por carvão galês por meio da construção das docas.
Um caça-minas da classe Hunt da Marinha Real foi denominado HMS Penarth após a cidade em 1918 e permaneceu intacto aos últimos nove meses da Primeira Guerra Mundial, mas serviu apenas por doze meses quando foi naufragado na costa de Yorkshire em 1919. O navio é lembrado entre os memoriais da Marinha Real em Portsmouth.
Penarth é uma das áreas mais ricas do Vale de Glamorgan e os preços dos imóveis continuam altos. As casas em Penarth variam de imponentes casas vitorianas de tijolos vermelhos de três andares encontradas em Plymouth e Westbourne Roads a terraços de pedra compacta em Cogan e no alto de Penarth. Muitas das casas em Plymouth Road, Westbourne Road, Victoria Road e Archer Road, originalmente grandes residências familiares com dependências para empregados nos andares superiores, agora foram adaptadas para ocupação múltipla como apartamentos e flats. A Marina de Penarth, em contraste direto, apresenta casas geminadas modernas, apartamentos e coberturas de design.

## Economia
Na era vitoriana, os habitantes de Penarth dependiam do turismo, o que motivou a construção do Píer de Penarth em 1894. Hoje, a rua principal de Penarth (Windsor Road) é o ponto focal e área comercial da cidade. A cidade também abriga algumas empresas maiores, algumas das quais operam globalmente.

## Esportes
A cidade sedia o Penarth Rugby Football Club, onde jogou contra os principais clubes do País de Gales e da região oeste do país até a criação do sistema da Liga Galesa no início da década de 1990. O Penarth RFC costumava sediar o o Barbarians Football Club toda Sexta-feira Santa, até 1986. Este jogo foi o início da turnê anual "Baa-Baas" pelo Sul do País de Gales, partindo do lar espiritual do time, Penarth, que também incluiu jogos contra o Cardiff.